# نورمان سميث (سياسي)
نورمان سميث (بالإنجليزية: Norm Smith)‏ هو سياسي أمريكي، ولد في 1947 في بورتلاند في الولايات المتحدة. حزبياً، نشط في الحزب الجمهوري. وقد انتخب عضو مجلس نواب أوريغون.